# Dendrokingstonia nervosa
Dendrokingstonia es un género de plantas fanerógamas, perteneciente a la familia de las anonáceas. Su única especie: Dendrokingstonia nervosa (Hooker & Thomson) Rauschert, es nativa del sudeste de Asia.

## Taxonomía
Dendrokingstonia nervosa fue descrita por (Hooker & Thomson) Rauschert y publicado en Taxon 31(3): 555, en el año 1982.
Sinonimia
- Kingstonia nervosa Hook.f. & Thomson basónimo[3]